# Hyundai Motor Company

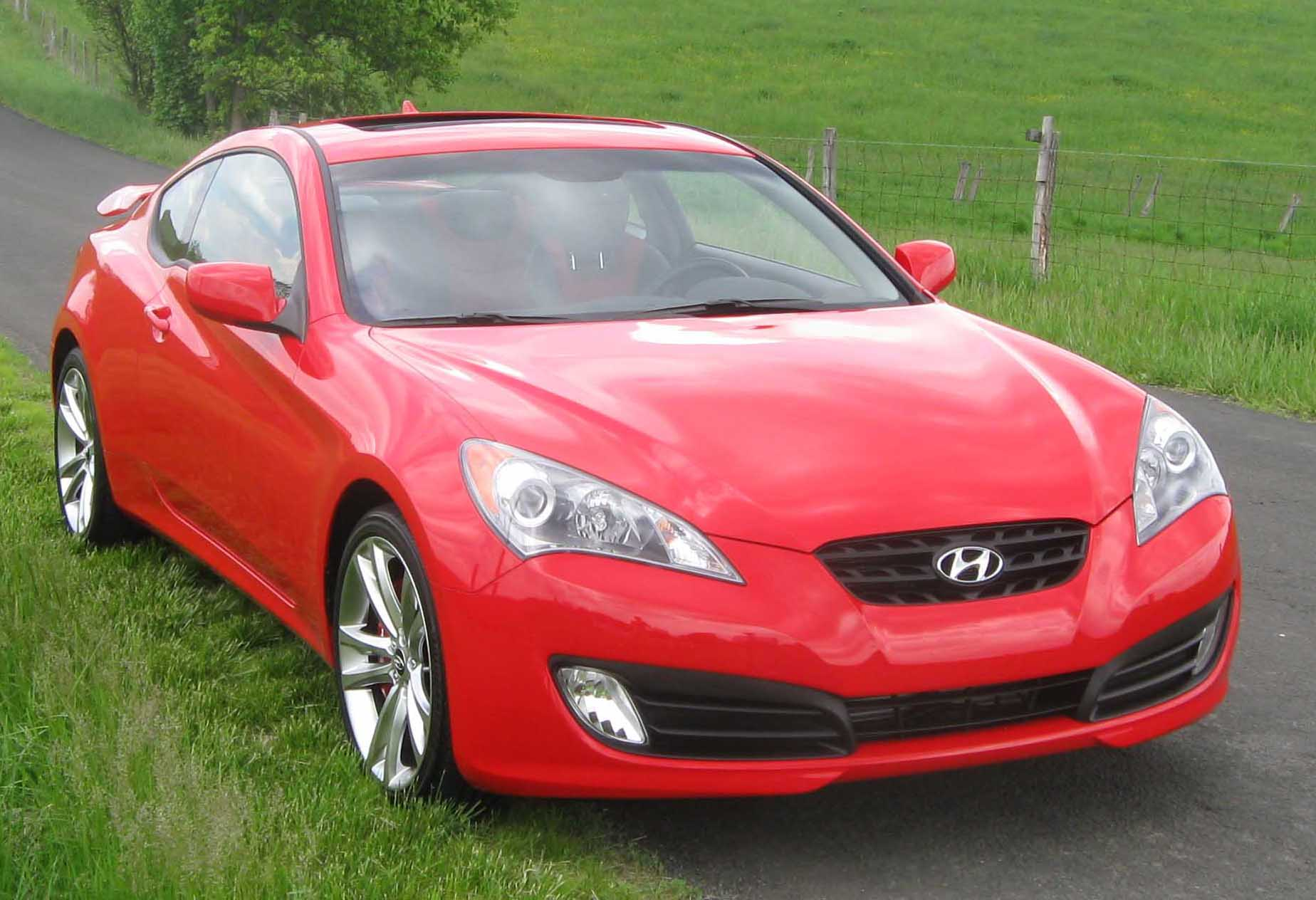
Hyundai Genesis Coupe.

Hyundai Motor Company [hjə́ːndɛ] (현대자동차 (現代自動車), Hyeondae Jadongcha; eller bara 현대 (現代), Hyeondae) är ett koreanskt företag som tillverkar bilar. Hyundai Motor Company ingår i Hyundai Motor Group. Hyundai delades upp i fem olika enheter den 1 april 2003.

## Historik
Hyundai Motor Company är ett av de företag som går tillbaka till det byggföretag som grundades av Chung Ju-yung 1947 i Korea. Hyundai började tillverka bilar 1968, då bolaget började tillverka Ford Cortina på licens från Ford Motor Company. Bolaget satsade på egen produktion och anställde George Turnbull som tidigare arbetat som hög chef på British Leyland. Turnbull utvecklade Hyundai Pony och byggde upp produktionen. Han värvade även brittiska specialister för utvecklingen av bilen. För formgivningen stod ItalDesign och Giorgetto Giugiaro. Mitsubishi Motors levererade drivlinan.

### Hyundai Pony

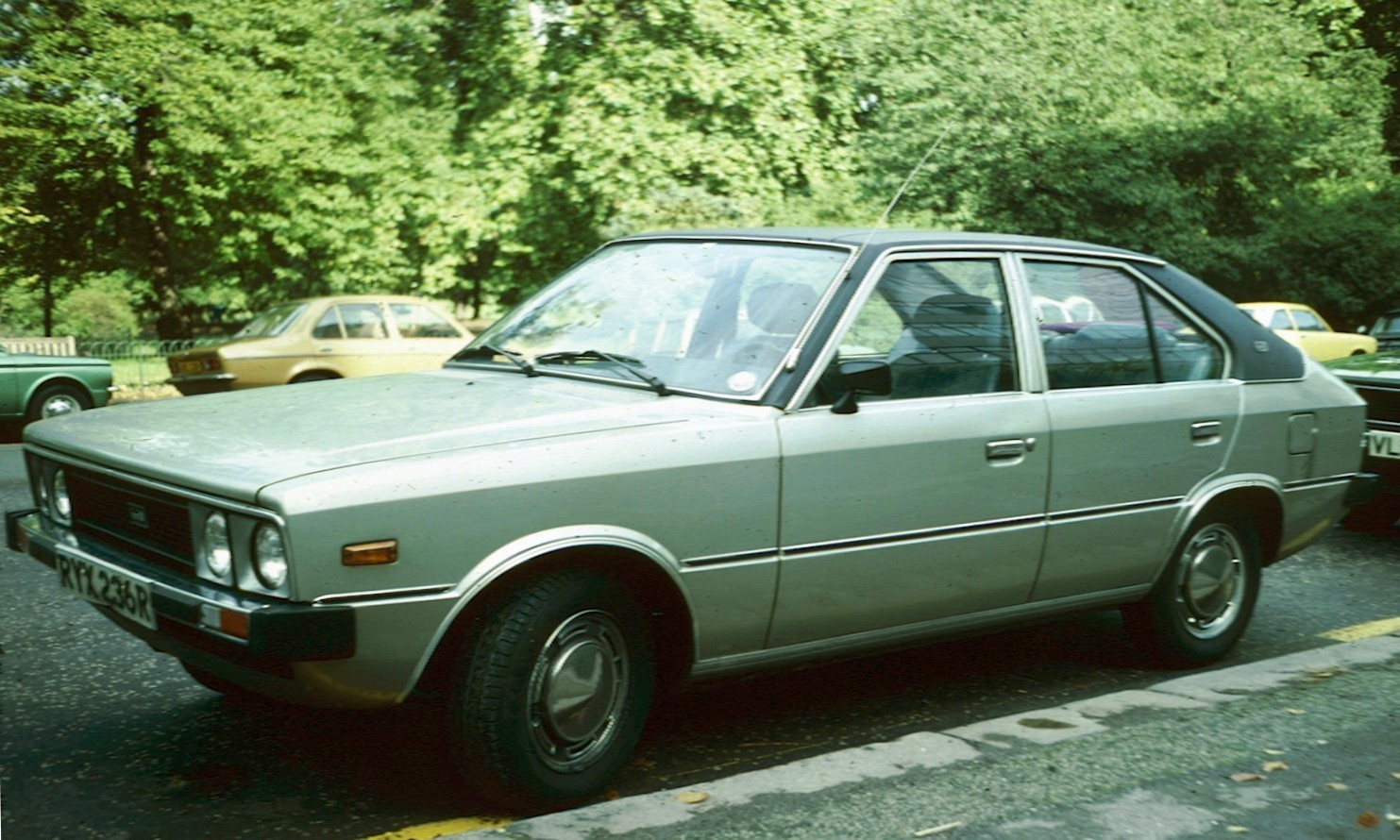
Hyundai Pony, första generationen.

År 1975 började Hyundai tillverkningen av sin första egna bil, småbilen Hyundai Pony. Den exporterades även till en rad länder, bland andra Storbritannien, Nederländerna, Spanien och Grekland. Hyundais andra egna bil, mellanklassbilen Hyundai Stellar, kom 1983. Motorerna i både Pony och Stellar var licenstillverkade Mitsubishi-motorer.
År 1984 började Hyundai exportera till Kanada och 1986 följde export till USA. 
I december 1990 började märket säljas i Sverige med modellerna Pony, Sonata och Coupe, och kunde inom några år få försäljningsframgångar.
År 1998 tog Hyundai över Kia Motors.

## Modeller

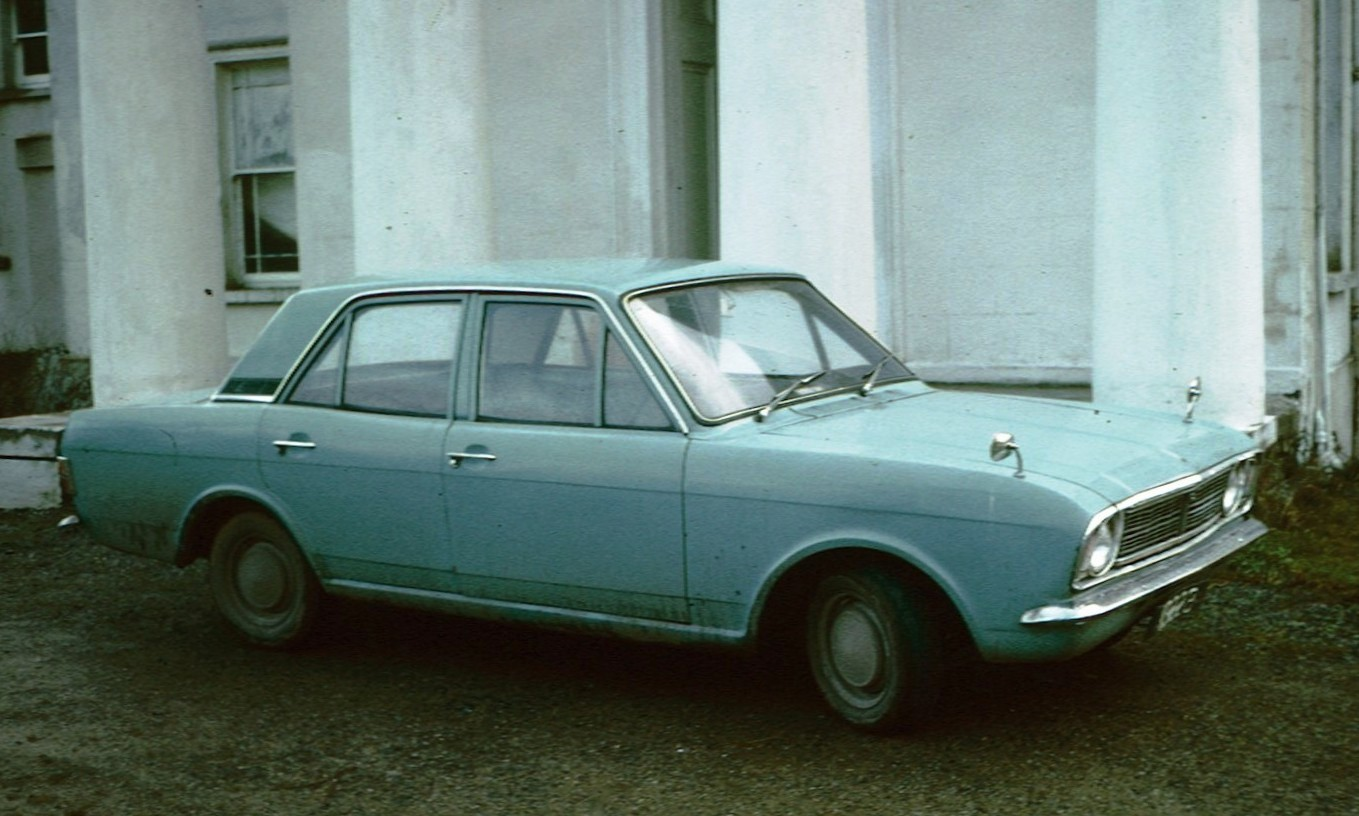
Ford Cortina av den generation som tillverkades av Hyundai 1968-1971
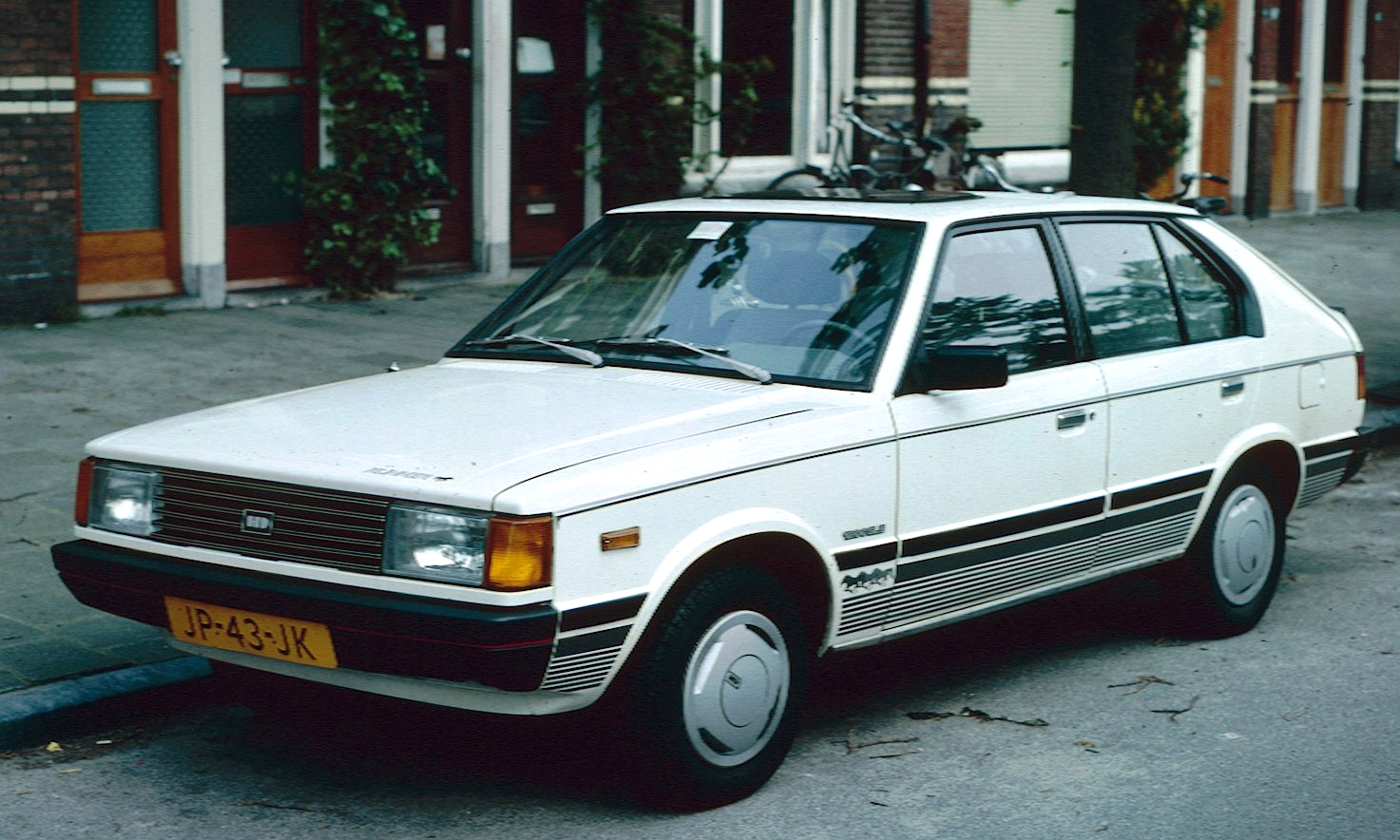
Hyundai Pony, andra generationen.
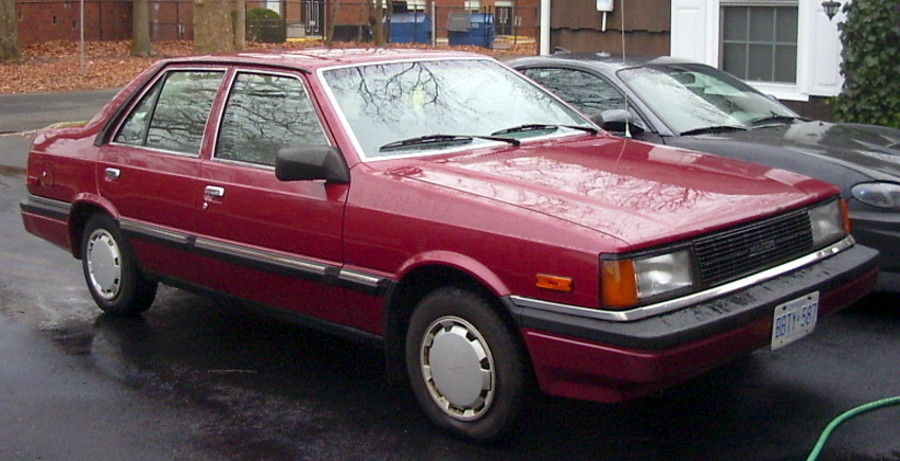
Hyundai Stellar.
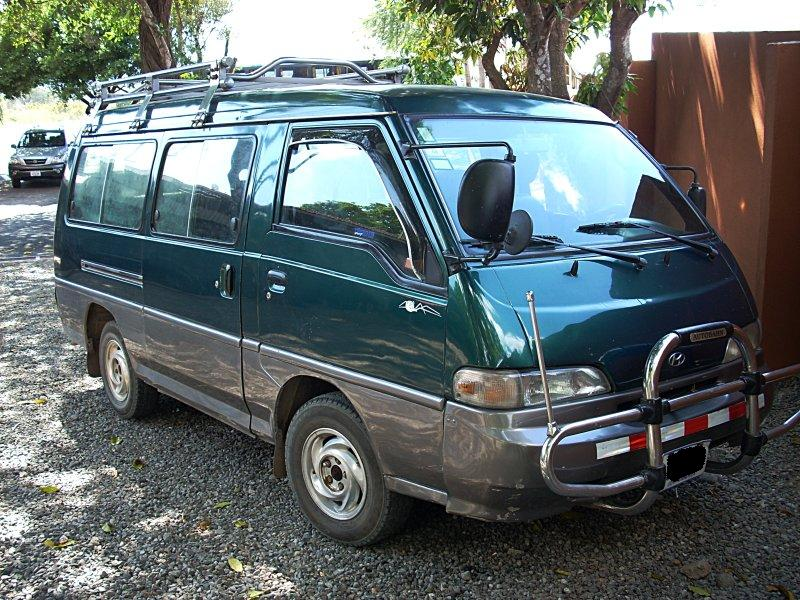
Hyundai Grace/H-100.
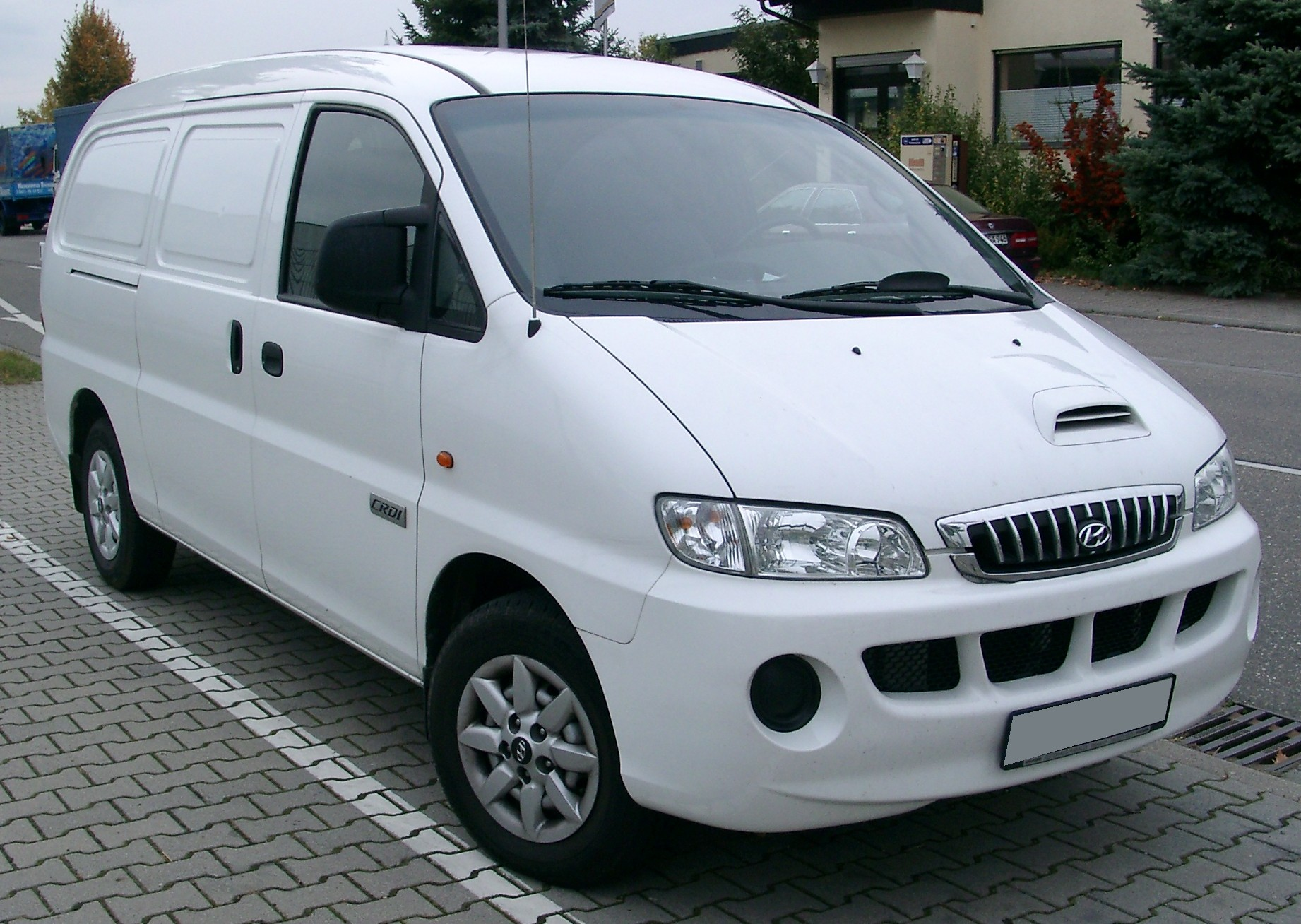
Hyundai H-1.
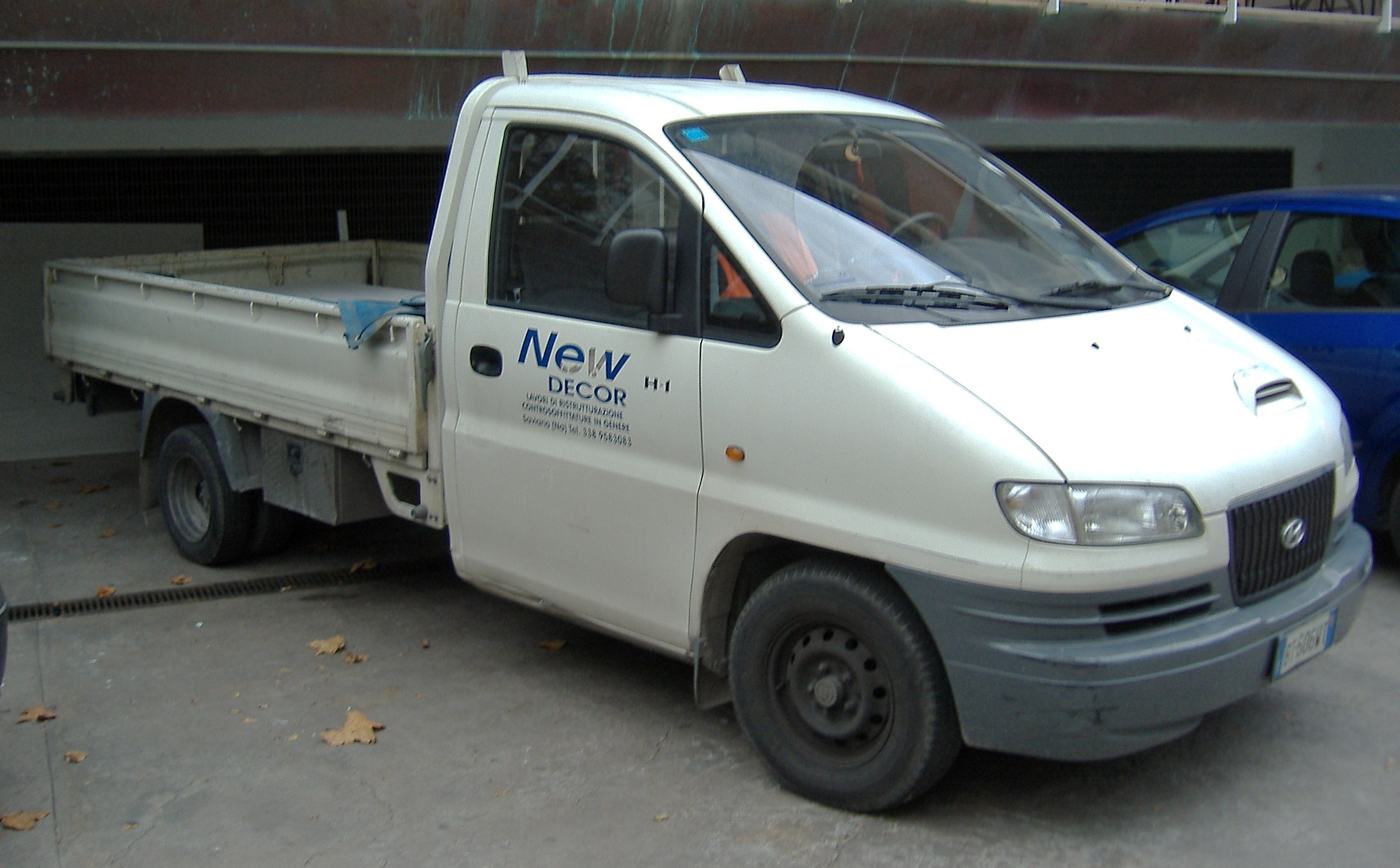
Hyundai Libero/H-1 Pick-up.
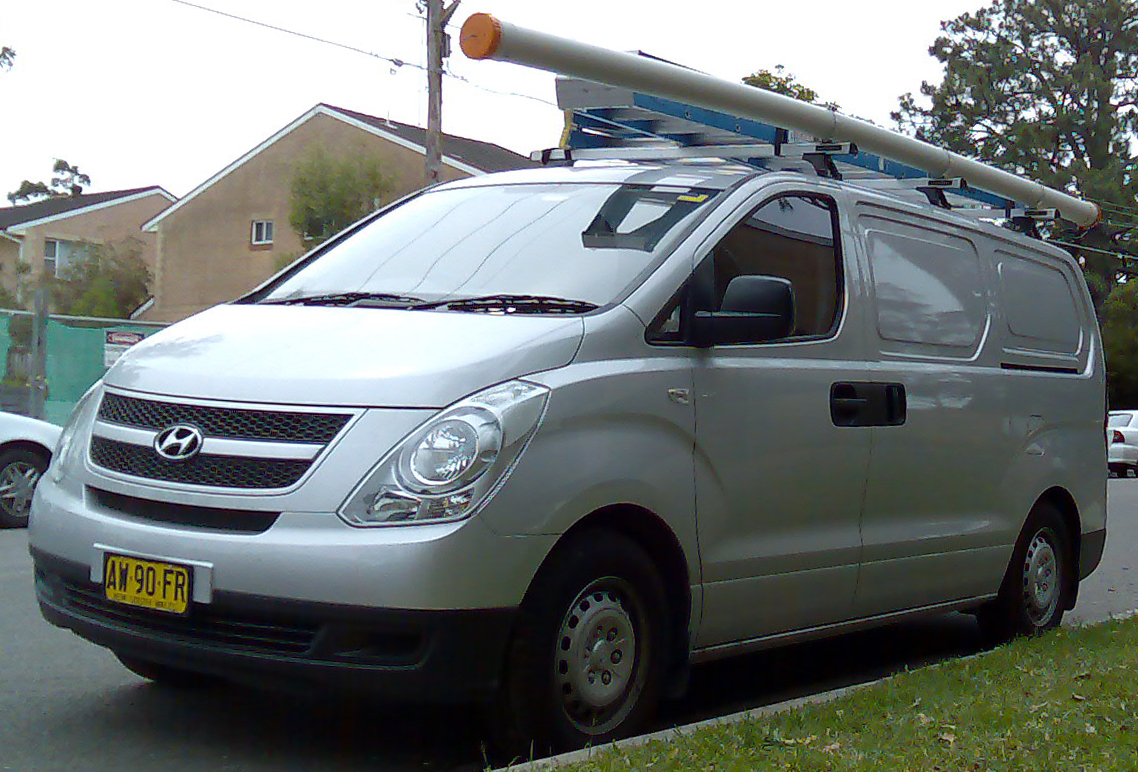
Hyundai iLoad/H-1, årsmodell 2008.
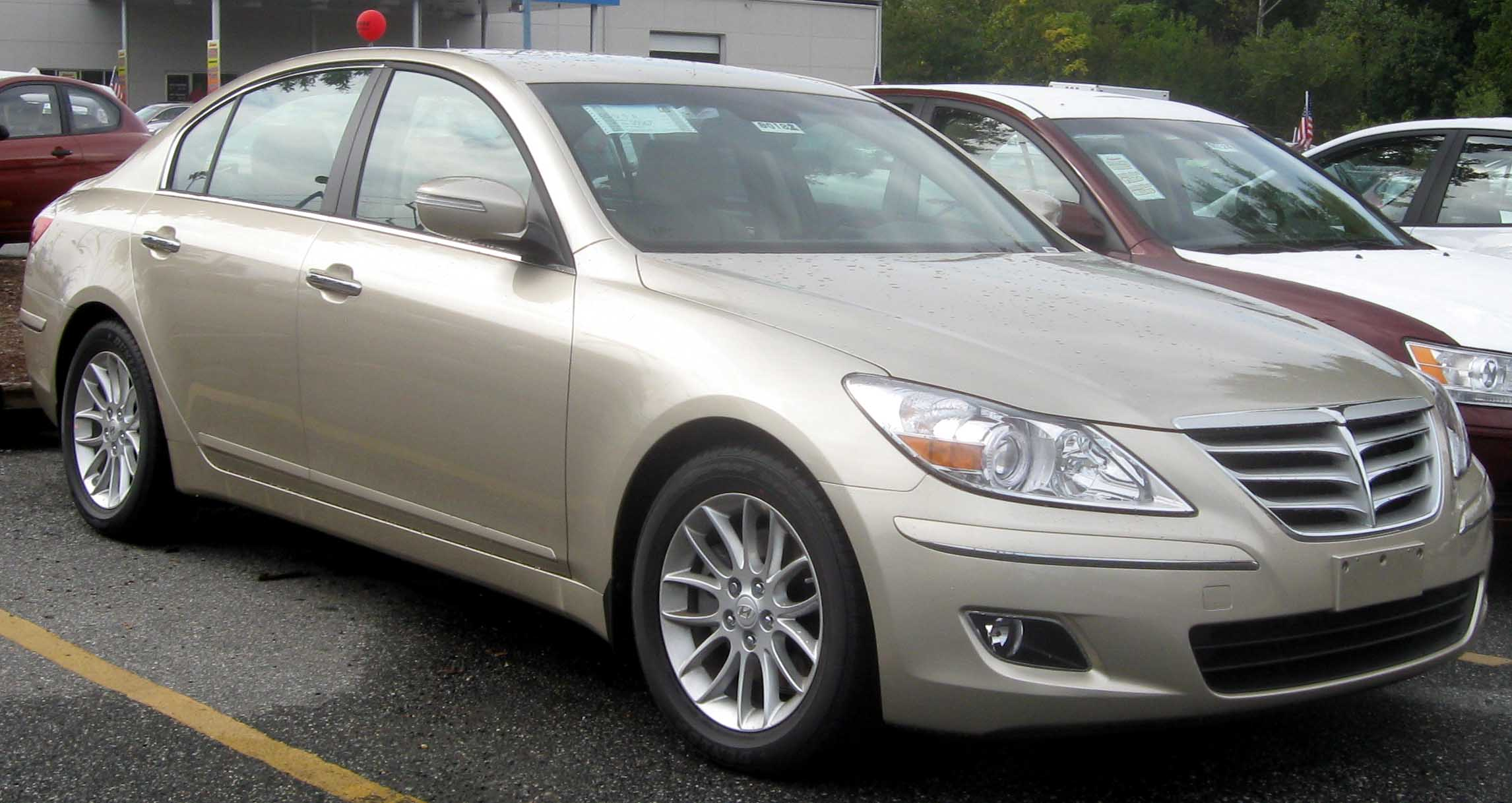
Hyundai Genesis, årsmodell 2009.
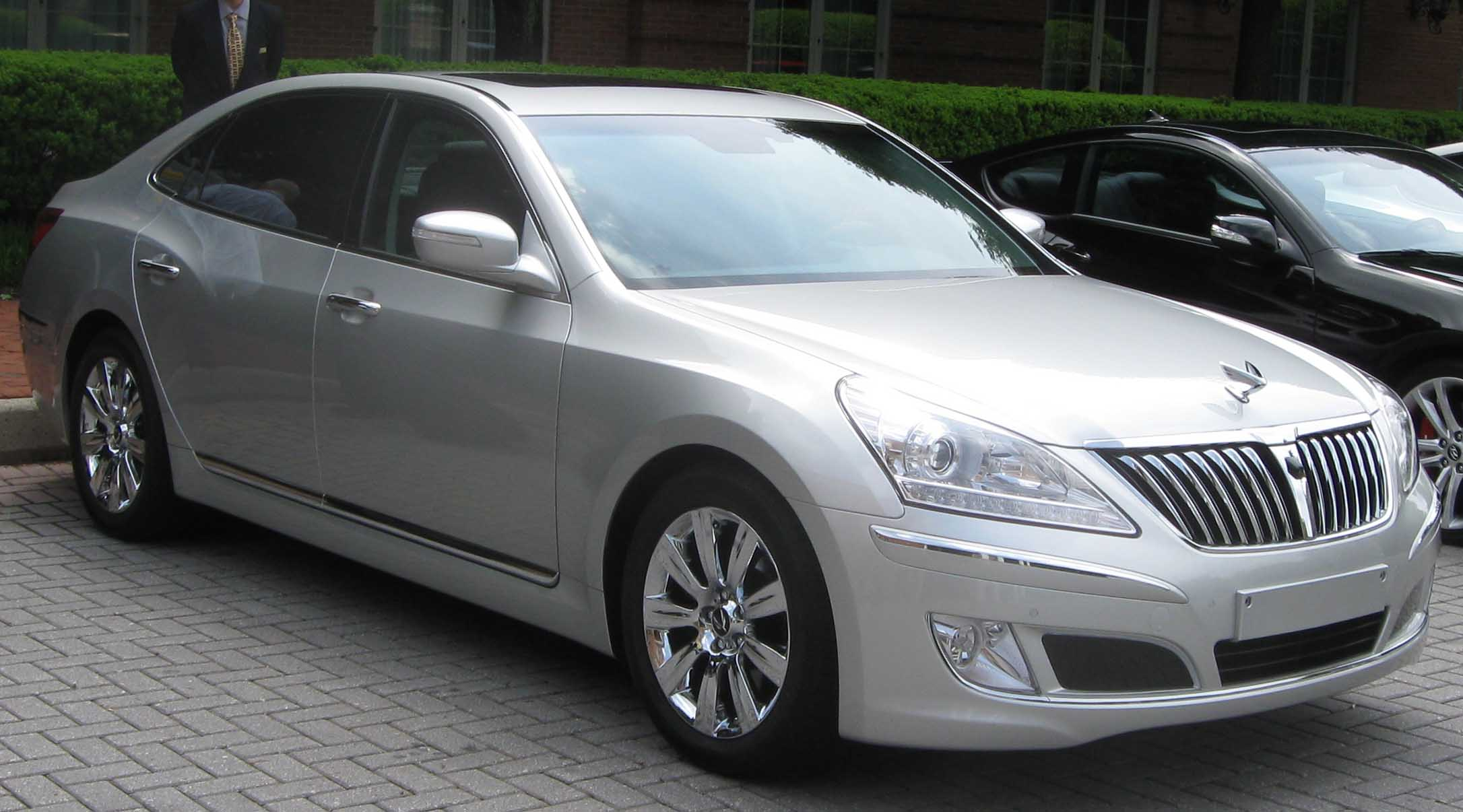
Hyundai Equus
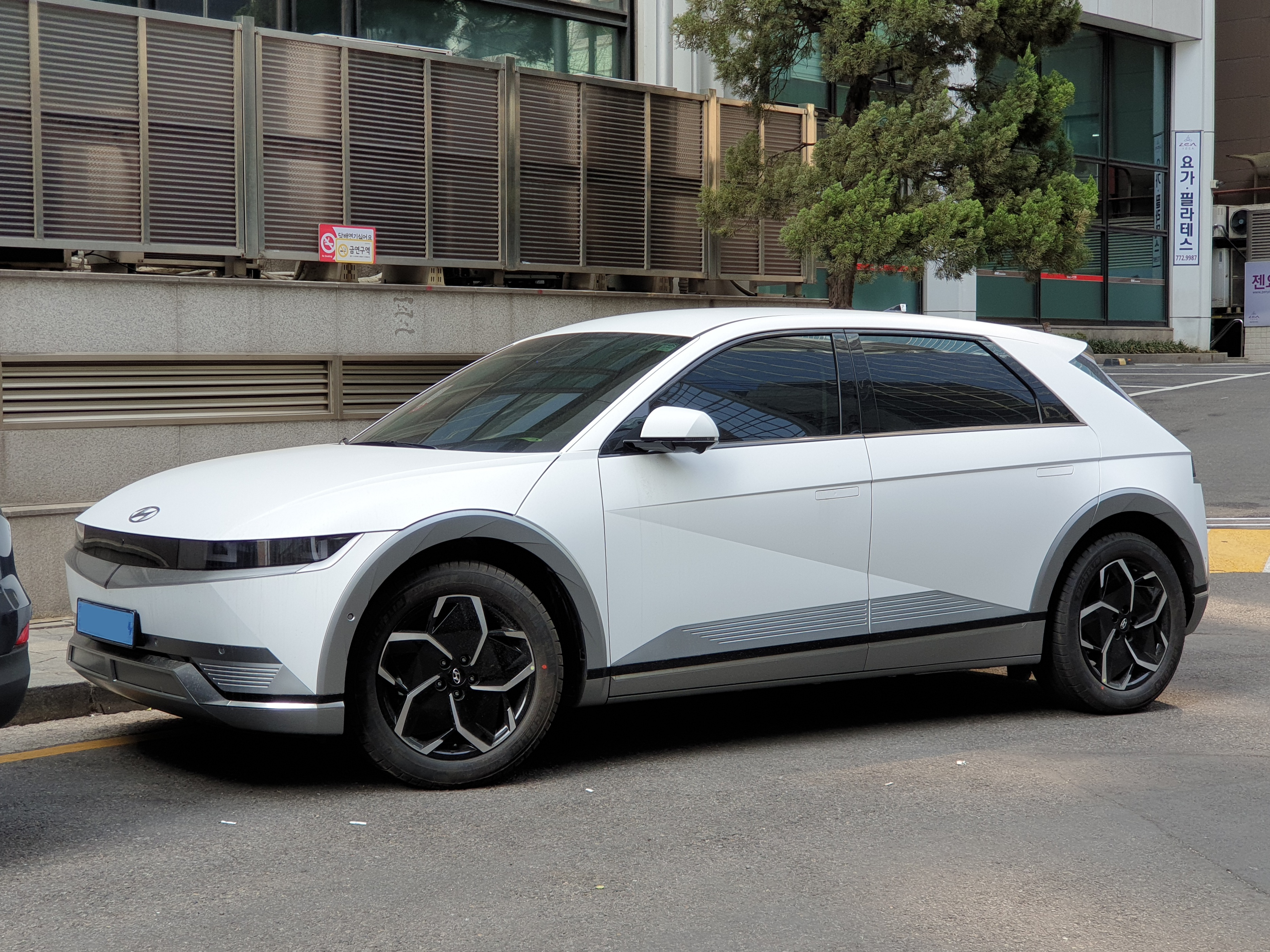
Hyundai Ioniq 5
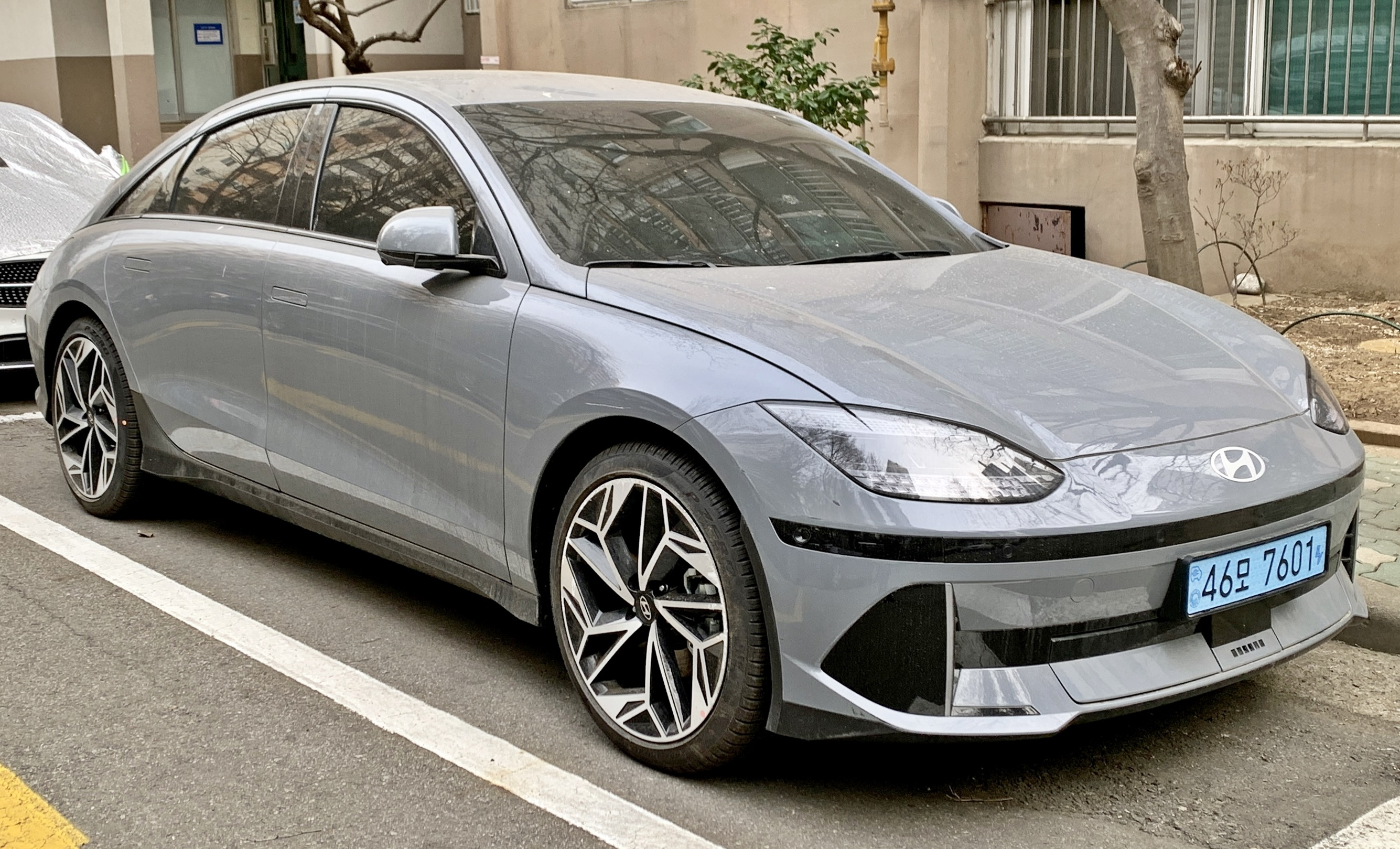
Hyundai Ioniq 6

- Hyundai Accent
- Hyundai Atos
- Hyundai Centennial
- Hyundai Coupe
- Hyundai Elantra
- Hyundai Getz
- Hyundai Genesis
- Hyundai Matrix
- Hyundai Sonata
- Hyundai Trajet
- Hyundai Santa Fe
- Hyundai Terracan
- Hyundai Tucson
- Hyundai Starex
- Hyundai H-1
- Hyundai XG 30
- Hyundai i30
- Hyundai ix35